# Nevenka Petric
Prof. emeritus Nedjeljka Petric (Vis, 15. svibnja 1928.), hrvatska je kemičarka.

## Životopis
Nakon završetka fakulteta, radila je u Dugom Ratu u tvornici Dalmaciji. Bila je rukovoditeljica kemijskog laboratorija i glavna inženjerka proizvodnje. Od 1964. radila je na splitskom Kemijsko-tehnološkom fakultetu u Splitu. Doktorirala je 1972. godine. Predavala je kolegije: Tehnička termodinamika, Termodinamika realnih sustava te Kemijsko-inženjerska termodinamika na poslijediplomskom studiju. Bila je prodekanica i dekanica. 
U svojim knjigama duhovnih zapisa povezuje Kristove Nove zapovijedi sa znanošću.
Članica je New York Academy of Sciences.

## Djela
- Duhovnost i znanost, 2002.
- Najdraži doživljaji, 2013.
- Nebeski doživljaji, 2014.

## Nagrade i priznanja
(izbor)
- višestruka priznanja koja joj je dodijelio International Biographical Centre Cambridge
- višestruka priznanja koja joj je dodijelio The American Biografical Institute
- 1999.: Red Danice hrvatske s likom Ruđera Boškovića

## Vanjske poveznice
- Nedjeljka Petric Hrvatska tehnička enciklopedija, portal hrvatske tehničke baštine. LZMK